# Leichtathletik-Weltmeisterschaften 2011/Teilnehmer (Uganda)
| Gelbes Symbol für Goldmedaillen mit stilisierten Olympischen Ringen | Graues Symbol für Silbermedaillen mit stilisierten Olympischen Ringen | Braundes Symbol für Bronzemedaillen mit stilisierten Olympischen Ringen |
| ------------------------------------------------------------------- | --------------------------------------------------------------------- | ----------------------------------------------------------------------- |
| —                                                                   | —                                                                     | —                                                                       |

Der Leichtathletik-Verband Ugandas stellte bei den Leichtathletik-Weltmeisterschaften 2011 im koreanischen Daegu zwölf Teilnehmer.

## Ergebnisse

### Männer

#### Laufdisziplinen
| Athlet                    | Disziplin        | Vorlauf        | Vorlauf | Halbfinale    | Halbfinale    | Finale        | Finale        |
| Athlet                    | Disziplin        | Zeit           | Platz   | Zeit          | Platz         | Zeit          | Platz         |
| ------------------------- | ---------------- | -------------- | ------- | ------------- | ------------- | ------------- | ------------- |
| Julius Mutekanga          | 800 m            | 1:47,54 min    | 25      | ausgeschieden | ausgeschieden | ausgeschieden | ausgeschieden |
| Moses Kibet               | 5000 m           | 14:05,15 min   | 30      |               |               | ausgeschieden | ausgeschieden |
| Abraham Kiplimo           | 5000 m           | 13:44,09 min   | 16      |               |               | ausgeschieden | ausgeschieden |
| Geofrey Kusuro            | 5000 m           | 13:54,58 min   | 25      |               |               | ausgeschieden | ausgeschieden |
| Jacob Araptany            | 3000 m Hindernis | 8:18,57 min    | 6       |               |               | 8:18,67 min   | 6             |
| Simon Ayeko               | 3000 m Hindernis | 8:29,02 min SB | 18      |               |               | ausgeschieden | ausgeschieden |
| Benjamin Kiplagat         | 3000 m Hindernis | 8:19,96 min    | 7       |               |               | 8:22,21 min   | 10            |
| Daniel Kipkorir Chepyegon | Marathon         |                |         |               |               | DNF           | DNF           |
| Nicholas Kiprono          | Marathon         |                |         |               |               | DNF           | DNF           |
| Stephen Kiprotich         | Marathon         |                |         |               |               | 2:12:57 h     | 9             |

### Frauen

#### Laufdisziplinen
| Athletin     | Disziplin | Vorlauf     | Vorlauf | Halbfinale  | Halbfinale | Finale        | Finale        |
| Athletin     | Disziplin | Zeit        | Platz   | Zeit        | Platz      | Zeit          | Platz         |
| ------------ | --------- | ----------- | ------- | ----------- | ---------- | ------------- | ------------- |
| Annet Negesa | 800 m     | 2:02,75 min | 21      | 2:01,51 min | 18         | ausgeschieden | ausgeschieden |

#### Sprung/Wurf
| Athletin      | Disziplin  | Qualifikation | Qualifikation | Finale        | Finale        |
| Athletin      | Disziplin  | Weite/Höhe    | Platz         | Weite/Höhe    | Platz         |
| ------------- | ---------- | ------------- | ------------- | ------------- | ------------- |
| Sarah Nambawa | Dreisprung | 13,22 m       | 33            | ausgeschieden | ausgeschieden |